# Пођорсини
Пођорсини (итал. Poggiorsini) је насеље у Италији у округу Бари, региону Апулија.
Према процени из 2011. у насељу је живело 1367 становника. Насеље се налази на надморској висини од 456 м.

## Становништво
Према резултатима пописа становништва 2011. у општини је живело 1.418 становника.
| 1931. | 1936. | 1951. | 1961. | 1971. | 1981. | 1991. | 2001. | 2011. |
| ----- | ----- | ----- | ----- | ----- | ----- | ----- | ----- | ----- |
| 825   | 1.029 | 1.634 | 1.612 | 1.465 | 1.438 | 1.478 | 1.517 | 1.418 |